# Lunathyrium orientale
Lunathyrium orientale là một loài thực vật có mạch trong họ Woodsiaceae. Loài này được Z.R. Wang & J.J. Chien miêu tả khoa học đầu tiên năm 1984.